# Швибердинген
Швибердинген (њем. Schwieberdingen) општина је у њемачкој савезној држави Баден-Виртемберг. Једно је од 39 општинских средишта округа Лудвигсбург. Према процјени из 2010. у општини је живјело 11.340 становника. Посједује регионалну шифру (AGS) 8118067.

## Географски и демографски подаци
Швибердинген се налази у савезној држави Баден-Виртемберг у округу Лудвигсбург. Општина се налази на надморској висини од 274 метра. Површина општине износи 14,9 km². У самом мјесту је, према процјени из 2010. године, живјело 11.340 становника. Просјечна густина становништва износи 763 становника/km².

## Међународна сарадња
| Мјесто | Држава    | Врста сарадње | Од    |
| ------ | --------- | ------------- | ----- |
|        | САД       | пријатељство  | 1991. |
|        | Француска | партнерство   | 1990. |
| Извор  |           |               |       |